# Калони (Лесбос)
Калони (Калония, греч. Καλλονή) — деревня в Греции, на западе острова Лесбос в Эгейском море. Расположена на высоте 20 м над уровнем моря, в глубине бухты Калони (прежде Еврип Пиррейский по городу Пирра), глубоко врезающейся в остров с юго-запада, с узким входом, на правом берегу реки Камара. Административный центр общины Дитики-Лезвос в периферии Северные Эгейские острова. Население 1978 человек по переписи 2011 года.
Калони является центром Мифимнийской митрополии. К северо-западу от Калони расположен мужской монастырь Лимонос.

## История
В период турецкого владычества — город Калония.

## Сообщество
Сообщество Калони (Κοινότητα Καλλονής) создано в 1918 году (ΦΕΚ 116Α). В сообщество входит монастырь Лимонос и деревня Пецофас (Πετσοφάς). Население 2171 человек по переписи 2011 года. Площадь 36,585 квадратных километров.
| Населённый пункт  | Население (2011), человек |
| ----------------- | ------------------------- |
| Калони            | 1978                      |
| Монастырь Лимонос | 5                         |
| Пецофас           | 188                       |

## Население
| Год  | Население, человек |
| ---- | ------------------ |
| 1991 | 1617               |
| 2001 | 1803               |
| 2011 | ↗ 1978             |